# Gare de Leuze-Longchamps
Ne doit pas être confondu avec Gare de Leuze.
La gare de Leuze-Longchamps est une ancienne gare ferroviaire belge de la ligne 142, de Namur à Tirlemont située à Huppaye sur la commune d'Éghezée, dans la province de Namur en Région wallonne.

## Situation ferroviaire
La gare de Leuze-Longchamps était établie au point kilométrique (PK) 12,1 de la ligne 142, de Namur à Tirlemont, via Éghezée et Jodoigne, entre le point d'arrêt de Waret-la-Chaussée et la gare d'Éghezée.

## Histoire
La gare de Leuze-Longchamps est mise en service le 15 mai 1869 lorsque la Compagnie du Chemin de Fer de Tamines à Landen ouvre à l'exploitation la section de Namur à Ramillies. Les Chemins de fer de l'État belge rachètent la compagnie en 1871 et édifient un nouveau bâtiment de gare en 1891.
La SNCB supprime les trains de voyageurs entre Tirlemont et Ramillies le 10 décembre 1962 ; des trains de marchandises continuant à arpenter cette section pour desservir la sucrerie de Hoegaarden, la cour aux marchandises de Jodoigne et l'usine sucrière de Longchamps. En 1973, la section Cognelée - Ramillies - Hoegaarden est à son tour déclassée et les rails retirés en 1978 de Leuze-Longchamps à Hoegaarden et en 1984 entre Frizet et Leuze-Longchamps.

## Patrimoine ferroviaire
Le bâtiment des recettes date de 1891. Il correspond au plan type 1881 des Chemins de fer de l’État belge, dont plusieurs ont été bâtis en remplacement de constructions plus anciennes sur les lignes 142 et 147, et appartient à une version plus rare dont l'aile basse possède cinq travées.
Après sa fermeture, il est racheté par la commune d’Éghezée aménage la crèche les Pitchounets au rez-de-chaussée ainsi qu'une ludothèque,.